# 白馬会
白馬会（はくばかい）は、1896年（明治29年）に黒田清輝を中心に発足した日本の洋画団体である。1911年解散。

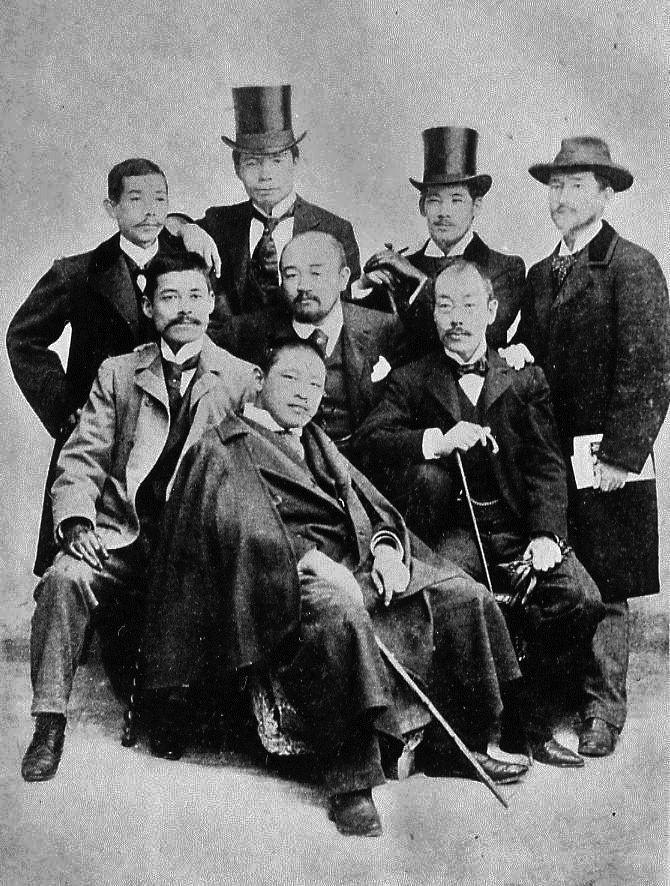
白馬会同人 前列：岩村透; 中列：久米桂一郎（左）黒田清輝（中）合田清（右）; 後列：佐野昭（左）和田英作 岡田三郎助 小代為重（右）
(1900)

## 歴史
日本最初の洋画団体である明治美術会は、工部美術学校（お雇い外国人のイタリア人教師が教えていた）の系譜を引いていた。1893年（明治26年）にフランス留学から帰国した黒田清輝が明治美術会に入会し、感覚的に明るい印象派の技法を伝えた。黒田の画風は新派（外光派、紫派）として、浅井忠はじめ従来の写実的な画風（旧派と呼ばれた）と対比されるようになった。
1894年、黒田と久米桂一郎は、山本芳翠の画塾を譲り受け、これを天真道場と名付けた。塾生には、藤島武二、岡田三郎助、和田英作らの俊英がいた。また、翌年の内国勧業博覧会に、黒田が滞欧中に描いた裸体画が出品されると物議をかもした。
そして1896年5月には東京美術学校に黒田と久米桂一郎らを中心として西洋画科が設置された（このことは旧派に対する新派の勝利を意味した）。

6月6日、発会式が根津神泉亭であった（黒田清輝・久米桂一郎・山本芳翠・藤島武二・岡田三郎助・和田英作ら）。
同年9月、黒田、久米らは明治美術会を脱退し、白馬会を結成した。白馬会という名称は、居酒屋でどぶろくを飲みながら結成の相談がまとまったことから、無造作に付けたものであるという（「しろうま」はどぶろくの隠語）。白馬会には黒田、久米、安藤仲太郎、岩村透（美術評論家）、山本芳翠はじめ、藤島、岡田、和田らが集まり、同年10月に第1回展覧会を行った（→日本絵画協会）。第2回展覧会（1897年）10月28日から12月5日には黒田の大作「知・情・感」が展示された。ほかに黒田「湖畔」、藤島「池畔納涼」、久米「冬枯」、和田「渡頭の夕暮」、白滝「稽古」など。第3回は1899年10月5日から11月20日まで、上野5号館で、黒田「昔語り」「父の像」、湯浅一郎「漁夫晩帰」など。
1899年3月ころには、東京溜池の合田清の工房に、画家を育成するため「白馬会研究所」を開設し、実技のほかにフランス語・美術史などを講じた。
一方、明治美術会は1901年に解散し、一部の作家達は「太平洋画会」（後の太平洋美術会）を結成。反白馬会系の一勢力になった。

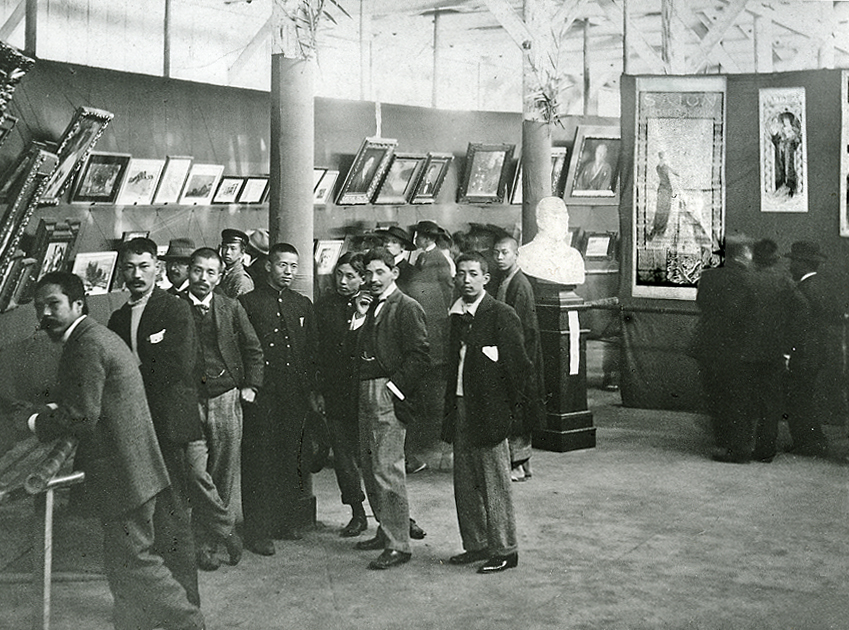
第5回白馬会展(1900)

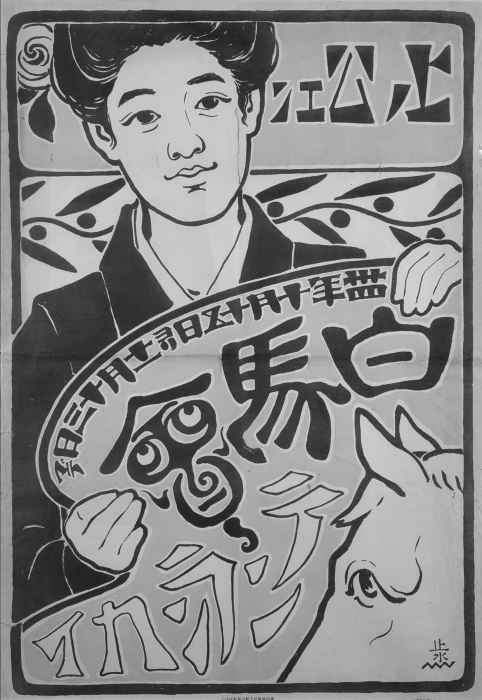
第6回白馬会展ポスター(1901)長原孝太郎　画

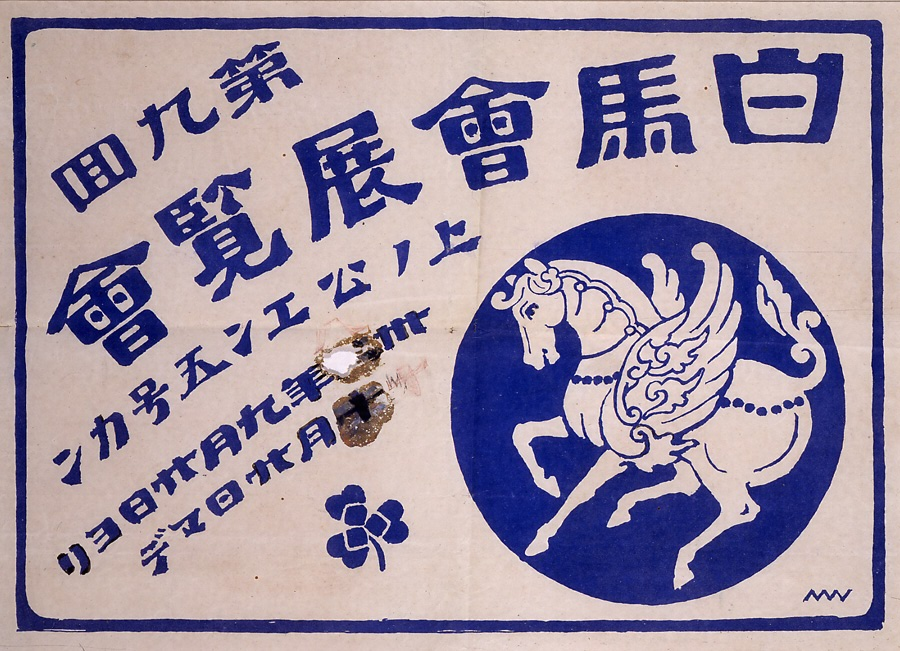
第9回白馬会展ポスター(1904)長原孝太郎　画

1911年3月、白馬会は、所期の目的を達したとして解散した。洋画家の小グループが多数結成されるようになり、割拠の状態になるのは好ましくない、との判断によるものだという。
のち黒田、岩村らは美術界全体の団体として国民美術協会の設立を呼びかけ、1913年3月に設立された。また、旧白馬会の中堅作家達7人（中澤弘光、杉浦非水ら）が1912年5月、光風会を発足させた。光風会の展覧会には黒田も出品した。
機関誌『光風』は1905年5月から1908年12月まで、4巻2号刊行された。

## 主要なメンバー
- 黒田清輝
- 久米桂一郎
- 安藤仲太郎
- 岩村透
- 山本芳翠
- 藤島武二
- 岡田三郎助
- 和田英作
- 小林万吾
- 青木繁
- 佐野昭

## 葵橋洋画研究所
1898（明治31）年、白馬会洋画研究所として菊池鋳太郎の自宅に開設された。翌年、赤坂区溜池町の合田清の工房に移転、東京美術学校卒業生や一般洋画専攻者の研究機関（実技・フランス語、西洋美術史）として使われた。他の研究所（菊坂研究所、駒込研究所）の開設に伴い、白馬会葵橋洋画研究所と改名。1911（明治44）年の白馬会解散後も存続していたが、1923（大正12）年の関東大震災後に姿を消した。
初期の出身者に小林万吾、白瀧幾之助、湯浅一朗など。他に和田三造、岸田劉生、岡本帰一、清宮彬、木村荘八、牧野虎雄、川路柳虹などが出ている。